# Castañares
Castañares est une localité du municipio (municipalité ou canton) de Burgos, dans la comarca (comté ou pays ou arrondissement) de Alfoz de Burgos, Communauté autonome de Castille-et-León, province de Burgos, dans le Nord de l’Espagne.
Sa population était de 317 habitants en 2010.
Castañares est un jalon sur une variante du Camino francés du Chemin de Saint-Jacques-de-Compostelle, permettant d'accéder à Burgos par la vallée du rio Arlanzón au sud-est ou par la N-120 à l'est, plutôt que par la N-1 plus urbanisée au nord-est.

## Culture et patrimoine

### Le Pèlerinage de Compostelle
Sur le Camino francés du Pèlerinage de Saint-Jacques-de-Compostelle, on vient de Orbaneja Riopico par le nord-est ou de San Medel par le sud-est.
Le prochain jalon est : soit Villayuda alias La Ventilla (quartier de Burgos) ; soit directement Burgos le long du rio Arlanzón par le parc de Fuentes Blancas(es) et le parc du Parral.

### Patrimoine religieux
Église San Quirico et Santa Julita

## Sources et références
- (es) Cet article est partiellement ou en totalité issu de l’article de Wikipédia en espagnol intitulé « Castañares » (voir la liste des auteurs).
- Grégoire, J.-Y. & Laborde-Balen, L. , « Le Chemin de Saint-Jacques en Espagne - De Saint-Jean-Pied-de-Port à Compostelle - Guide pratique du pèlerin », Rando Éditions, mars 2006,  (ISBN 2-84182-224-9)
- « Camino de Santiago St-Jean-Pied-de-Port - Santiago de Compostela », Michelin et Cie, Manufacture Française des Pneumatiques Michelin, Paris, 2009,  (ISBN 978-2-06-714805-5)
- « Le Chemin de Saint-Jacques Carte Routière », Junta de Castilla y León, Editorial Everest